# Aeschynanthus ligustrinus
Aeschynanthus ligustrinus är en tvåhjärtbladig växtart som beskrevs av Rudolf Schlechter. Aeschynanthus ligustrinus ingår i släktet Aeschynanthus och familjen Gesneriaceae. Inga underarter finns listade i Catalogue of Life.